# Jackie Chan (série télévisée d'animation)
Pour l'acteur, voir Jackie Chan.
Jackie Chan (Jackie Chan Adventures) est une série télévisée d'animation américaine en 95 épisodes de 25 minutes, créée par John Rogers, produite par Jackie Chan et diffusée entre le 9 septembre 2000 et le 8 juillet 2005 dans le bloc de programmation Kids' WB.
En France, la série a été diffusée à partir de mars 2001 sur Canal J et à partir du 1er septembre 2001 sur France 3. Au Québec, elle a été diffusée sur Télétoon, Télévision de Radio-Canada et Vrak.
En Arabie saoudite, la série a été diffusée à partir de 2006 sur MBC 3.

## Synopsis
Jackie Chan est un jeune archéologue, qui se retrouve rapidement mêlé aux affaires criminelles d'une organisation nommée La Main noire dirigée par un homme nommé Valmont. Ce dernier est aux ordres d'un démon sorcier chinois nommé Shendu, transformé en statue de pierre.
Il est aidé par son oncle et sa nièce Jade Chan. Le Capitaine Black lui donne un coup de main avec l'aide de l'organisation secrète policière et fédérale, la section 13.

## Personnages

### Héros
- Jackie Chan : Un archéologue doué pour les arts martiaux et qui a été élevé par son oncle à San Francisco. Il répète en permanence « C'est pas mon jour ! », chaque fois qu'il est en danger. Il fait office de figure paternelle auprès de sa nièce Jade. Très courageux et terre à terre, il aspire qu'à une seule chose : une vie normale. Il est très protecteur envers Jade. Ce personnage est inspiré directement de l'acteur Jackie Chan.
- L'oncle Chan : Il a élevé Jackie comme son propre fils et l'a initié aux arts martiaux chinois. Il est antiquaire à San Francisco. Il fut autrefois un acteur du célèbre opéra de Pékin mais il se tourna rapidement vers la magie utilisant la bonne énergie Chi. Il aide à plusieurs reprises tout au long de la série son neveu contre les forces maléfiques avec ses sortilèges. Il a pris sous son aile Tohru pour l'initier à la magie. Il répète sans arrêt « Je n'ai pas fini » et frappe à la tête toute personne le mettant en colère, Jackie étant sa cible principale. Il est d'un naturel grincheux et râleur. Malgré son âge, ce vieux sage a encore des talents en arts martiaux. Ce personnage a été inspiré par un véritable oncle de l'acteur Jackie Chan. Tout au long de la série nous n'apprendrons jamais le véritable prénom de l'oncle puisque tous les membres de sa famille l'appellent «mon oncle », lui même s'appelle ainsi et parle de lui à la troisième personne du singulier alors qu'en fait c'est un cousin d'après les parents de Jade.
- Jade Chan : Elle est la petite cousine de Jackie Chan car la mère de Jade et lui sont cousins au premier degré. L'oncle dit au début de la série que c'est quand même sa nièce. Jade est une tête brûlée et mauvaise élève à l'école à Hong Kong. Ses parents l'envoyèrent chez Jackie Chan pour qu'il s'en occupe. Sa phrase préférée est : "Allô la terre !" quand Jackie ne comprend pas ce qu'elle tente de lui expliquer. Tout au long de la série, elle donne un coup de main à son oncle Jackie qui cherche à l'éloigner pour la protéger. Le Jackie Club fut créé par Jade au début de la deuxième saison pour aider Jackie à combattre les forces du mal. On apprend qu'elle deviendra un jour un membre actif de la Section 13 dans le futur d'où vient Drago et qu'elle sera son ennemi juré. Cette petite fille impulsive et frondeuse adore cette vie d'aventures et de magie. Rusée et ayant le cœur sur la main, elle semble avoir de grandes dispositions en arts martiaux mais sa principale qualité reste la ruse.
- Tohru : C'est un sumo de plus de 2 mètres au visage sévère. Il fut membre de la Main noire mais après un violent combat contre Shendu, qui manqua de le tuer, il comprit qu'il se battait du mauvais côté, se rangea et devint l'élève de l'oncle Chan. Il est très proche de Jade et veille sur elle du mieux qu'il peut. Tohru est japonais et est surprotégé par sa mère, qui le gronde régulièrement malgré le fait qu'elle fasse la même taille que Jade. Calme et très tolérant surtout envers les excentricités et les caprices de l'oncle et de Jade, il paraît comme un des personnages les plus raisonnables de la série.
- Capitaine Black : Chef de la Section 13, il est un vieil ami de Jackie. Il voulait l'aide de Jackie Chan pour combattre la Main Noire ainsi que les forces du mal. Tout au long de la série, ses supérieurs de la ville de Washington le prennent pour un fou quand il leur parle de la magie et des démons. Il donne refuge à Jackie et à Jade durant toute la série, mais c'est aussi lui et son organisation qui fournissent le transport à la famille Chan pour les urgences.
- El Toro Fuerte : Catcheur mexicain d'une force colossale, il n'enlève jamais son masque. Il deviendra un ami et un allié précieux durant au fil des saisons contre les forces du mal. Il est membre du Jackie Club. Il entre souvent en collision avec Jackie, ce qui l'amène à dire "Désolé", même en plein combat.
- Vipère : Elle fut autrefois une grande voleuse de bijoux mais grâce à Jade Chan, elle quitta ce métier. Cette femme est très agile et douée pour les arts martiaux ; elle intégrera le Jackie Club. Elle semble éprouver des sentiments à l'égard de Jackie.
- Paco : Le fils adoptif d'El Toro préférerait que son père adoptif soit le chef et le héros du Jackie Club, mais il reconnaît volontiers que Jackie Chan soit doué également.

### Opposants

#### LaMain noire
- Valmont : Il est anglais, cet homme intelligent et cupide est le chef et fondateur de la Main noire, une organisation criminelle internationale avec de grands moyens. Il a équipé ses hommes d'épées laser, de communicateurs vidéo, d'armement de pointe. Il a de grands moyens, mais pas de grandes ambitions, si ce n'est vouloir s'enrichir toujours plus, par exemple en volant l'or de Fort Knox. Il déteste Jackie Chan et le démon sorcier Shendu car à cause d'eux, il a tout perdu tout au long de la série et on le retrouve clochard puis chauffeur de bus vers la fin de la série. Malgré son ton et son apparence calme, il est assez colérique et semble très doué aux arts martiaux puisqu'il tient facilement tête à Jackie.
- Finn : C'est un des sbires de Valmont qui lui obéit au doigt et à l'œil, mais il quittera la Main noire. Il tentera de fonder sa propre bande avec Ratso et Chow mais il réussit à peine. Lui et sa bande furent engagés tout le long des trois dernières saisons, contre leur gré, par Daolon Wong, Tarakudo (le roi des Onis) et Drago, le fils de Shendu. On apprend dans un épisode qu'il est d'origine irlandaise. Il est le moins doué pour se battre physiquement mais sûrement le plus intelligent. Il semble être également le plus charismatique car ses amis lui obéissent. Dans le dernier épisode de la série, il aide Jackie Chan et ses amis à combattre Drago.
- Ratso : Le deuxième sbire de Valmont, qui n'est pas très malin et porte toujours un pansement sur le nez. Il travaille pour la Main noire et ensuite pour son ami Finn. Il est très doué en puzzle et semble adorer les êtres mignons comme une mascotte japonaise ou un ourson, ce qui lui donne un côté naïf et enfantin. Dans le dernier épisode de la série, il aide Jackie et ses amis à combattre Drago.
- Chow : Le troisième sbire de la bande, qui ne se sépare jamais de ses grosses lunettes jaunes. Il a travaillé pour la Main noire et ensuite pour son ami Finn. C'est celui qui maîtrise le mieux les armes de corps à corps. Il est comme les Chan d'origine chinoise. Dans le dernier épisode de la série, il aide Jackie et ses amis à combattre Drago.
- Hak Foo : Le remplaçant de Tohru, il est d'une force colossale et doué pour les arts martiaux. Pour mieux surprendre et déstabiliser ses ennemis, il utilise ses propres techniques qui n'existent pas du tout dans les arts martiaux. Il raconte pratiquement n'importe quoi dans ses attaques qui se révèlent efficaces la plupart du temps. Il parviendra à mettre plusieurs fois au tapis Jackie. Il ne brille pas par son intelligence, il est très impulsif et si ses amis aspirent à être plus riches, lui aspire à être plus fort. Dans le dernier épisode de la série, il aide Jackie et ses amis à combattre Drago.

#### Les pouvoirs des talismans
Chaque talisman représente un animal du zodiaque chinois :
- Le coq : la lévitation
- Le serpent : l'invisibilité
- Le dragon : le souffle du dragon, c'est-à-dire cracher du feu.
- Le chien : l'immortalité ou plutôt l'invulnérabilité.
- Le rat : la mobilité ("Le pouvoir de donner la vie aux objets inanimés")
- Le bœuf : la super-force
- Le cheval : la guérison et la réparation
- Le tigre : l'équilibre spirituel (donc la séparation du yin et du yang d'une personne en deux entités si l'on sépare les deux moitiés du talisman. Cela confère accessoirement un don d'ubiquité)
- Le cochon : la vision-laser (qui permet de voir à travers les objets ou de détruire du regard suivant l'impulsion donnée).
- Le singe : la Métamorphose
- Le lapin : la super-vitesse
- La Brebis : la projection astrale

Les pouvoirs des Talismans peuvent être utilisés en combo. Ainsi, le lapin et le coq permettent de voler très vite. Additionnés au serpent, ils permettent de voler en étant invisible, etc. jusqu'à la quasi-divinité conférée par le cumul des 12.

#### Les Huit Démons sorciers
Ces démons sorciers ont été bannis par les huit immortels qui sont les divinités de la religion chinoise du taoïsme.
- Shendu : Le premier et principal démon sorcier qui affronte la famille Chan. Il est le créateur des douze talismans qui sont à l'origine de ses pouvoirs et son symbole est le feu. Il gouvernait un immense empire dans la Chine ancienne. Il fut changé en pierre par l'immortel Lü Dongbin dont le symbole fut l'épée. Shendu est le seul démon sorcier à ne pas avoir été enfermé dans l'enfer des démons. Son portail est situé à Hong Kong. Il est l'antagoniste le plus important du dessin animé et a un rôle dans chaque saison.
- Tchang Zu : Il est symbolisé par les éclairs et son portail se trouve à Hollywood. Il fut banni par l'immortel Cao Guojiu, symbolisé par des castagnettes.
- Po Kong : Elle est symbolisée par les montagnes car sa taille est gigantesque par rapport aux autres démons sorciers. Son portail se trouve à Tokyo. Elle fut bannie par l'immortel Zhang Guolao dont le symbole est le tambour.
- Xiao Fung : Son symbole est le vent et son portail se trouve dans une prison de la Forêt Noire. Il fut banni par l'immortel Zhongli Quan dont le symbole est l'éventail.
- Tso Lan : Son symbole est la Lune et son portail se trouve entre la Terre et la Lune. Il fut banni par la femme immortelle He Xiangu dont le symbole est le lotus.
- Dai Gui : Son symbole est la terre et son portail se trouve à Pampelune. Il fut banni par l'immortel Lan Caihe dont le symbole est la fleur.
- Hsi Wu : Son symbole est l'air et son portail se trouve à Boston au Fenway Park. Il fut banni par l'immortel Han Xiangzi dont le symbole est la flûte.
- Bai Tza : Son symbole est l'eau et son portail se trouve à Rome au Colisée. Elle fut bannie par l'immortel Tieguai Li dont le symbole est la gourde.

#### Daolon Wong et ses guerriers maléfiques
- Daolon Wong : C'est un puissant sorcier utilisant le côté maléfique du Chi, comme les Chan, il est chinois. L'oncle Chan a trouvé en ce sorcier son ennemi juré, car Daolon a tué son maître. Il connaît plusieurs techniques de magie noire comme celle pour ressusciter Shendu. La famille Chan l'a rencontré durant la saison 2 alors que des moines tibétains croyaient que Tohru était la réincarnation d'un saint homme (en fait ce n'était pas lui). Daolon Wong essaiera tout au long de la saison 3 de s'emparer des animaux qui avaient reçu le pouvoir des talismans.
- Les guerriers maléfiques : Ce sont 3 guerriers maléfiques muets qui sont au service de Daolon Wong. Leurs armes sont une massue, un bâton et une sorte de Svastika. Ils peuvent revenir à leur propriétaire comme des boomerang. Ils sont d'une force surhumaine mais quand ils sont battus ou frappés, ils disparaissent en fumée mais peuvent revenir à tout moment à la demande de leur maître.
- L'équipe de Finn : Ils remplacent les guerriers maléfiques (au début de la saison 3) emprisonnés par l'oncle Chan dans un artefact magique. Daolon les a enrôlés de force. Ils sont transformés à leur tour en guerriers maléfiques héritant des forces maléfiques et des armes de leurs prédécesseurs mais ils conservent l'usage de la parole. Ils essayent sans y arriver de se venger de Jackie Chan. Hak Foo les rejoindra en devenant le quatrième guerrier maléfique.

#### Tarakudo et les neuf Onis
Les Onis sont des démons originaires du Japon. Au nombre de neuf, ils contrôlent chacun une armée de ninjas, appelés "Shadowkans", les fameuses armées des ombres. Dans cette saison, les héros découvrent avec consternation qu'elles sont plusieurs et d'origine japonaise. Ces neuf onis utilisèrent leurs armées de Shadowkans pour recouvrir le monde d'une obscurité totale qui devait détruire toute trace de magie blanche. L'ensemble des Onis ainsi que leurs armées étaient dirigés par Tarakudo mais leurs projets furent contrariés par des sorciers qui fabriquèrent des masques à leurs effigies et qui enfermèrent chaque démon et tous ses pouvoirs dans le masque qui lui correspondait. Le dernier masque devait contenir les pouvoirs de Tarakudo mais celui-ci y échappa, et enferma celui-ci dans le royaume de l'obscurité. Puis, il s'y enferma lui-même en attendant une occasion pour ré-envahir le monde.
Par accident, Daolon Wong, qui voulait tenter de contrôler les Shadowkans, libéra Tarakudo qui prit à son service Ratso, Chow, Finn et Hak Foo pour retrouver les 9 masques contre leur gré. L'équipe-J tente de les arrêter en retrouver avant eux car ces masques magiques corrompent vite la personne qui le porte et lui permet d'invoquer son armée des ombres mais en les réunissant à la Section 13, les masques libèrent les démons qui étaient enfermés. Grâce au masque de Tarakudo, ils enferment les démons et tous leurs pouvoirs avec Tarakudo.
Une description brève de chaque Oni et de ses pouvoirs :
- Oni « Ninja » : Son masque est porté par Chow et se trouvait dans les ruines du château de Shendu. C'est grâce à celui-ci que Shendu pouvait contrôler les Shadowkans "Ninjas", le démon avait trouvé un moyen de l'utiliser sans avoir à le porter. L'ingrédient nécessaire pour l'enlever est le métal japonais. Son apparence: Rouge, cornes jaunes, chevelure verte.
- Oni « Fléon » « Oni Volant » : Son masque est porté par Scruffy (le chien de Jade) et se trouvait dans un musée d'histoires naturelles à San Francisco. Ce masque donne le pouvoir de contrôler les Shadowkans "Volants". L'ingrédient nécessaire pour l'enlever est le riz Japonais. Son apparence: Jaune, avec des cornes grises, petits yeux rouges, il a de grandes ailes.
- Oni « Crabe » : Son masque a été cassé en deux: une moitié est portée par Jade et l'autre par Valmont. Il permet de contrôler les Shadowkans « Crabes ». L'ingrédient nécessaire pour l'enlever: des larmes de singe Japonais.

Son apparence: bleu foncé, grands yeux jaunes, une de ses mains ressemble à une massue et l'autre est pourvue d'une pince.
- Oni « Griffu » : Son masque est porté par Ratso et se trouvait dans un musée au Japon. Ce masque donne le pouvoir de contrôler les Shadowkans « Griffus ». L'ingrédient nécessaire pour l'enlever est la soie japonaise.

Son apparence: une longue tête, des dents de lapin, violet, des cornes de la même couleur, ses mains sont pourvues de longues griffes et ses pieds sont des lames en métal.
- Oni « Sumo » : Son masque est porté par le Capitaine Black et se trouvait accroché à un totem dans une forêt. Ce masque donne le pouvoir de contrôler les "Sumo" Shadowkans. L'ingrédient nécessaire pour l'enlever sont les algues Japonaises.

Son apparence: vert, avec des cornes jaunes, il montre des dents, a des yeux bleus et sa taille est impressionnante (c'est pourquoi on le surnomme « Sumo » Oni).
- Oni « Rampant » : Son masque est porté par Paco. Ce masque donne le pouvoir de contrôler les Shadowkans « Rampants ». L'ingrédient nécessaire pour l'enlever est un tentacule de pieuvre Japonaise. Son apparence: Orange, de longues oreilles, des yeux jaunes, une chevelure violette, un long corps comme celui d'un serpent.
- Oni « Araignée » : Son masque n'est porté par personne. Ce masque donne le pouvoir de contrôler les Shadowkans « Araignées ». Ingrédient inconnu.

Son apparence: Rouge, ses bras et ses jambes ressemblent à des pattes d'araignée pointues. Il sera le dernier à être trouvé.
- Oni « Mangeurs d'Ombre » : Son masque est porté par Hak Foo et se trouvait dans la cabane d'une voyante. Il donne le pouvoir de contrôler les Shadowkans « Mangeurs d'ombres ». L'ingrédient est le poisson. Son apparence: vert kaki, avec une corne au milieu du front.
- Oni « Ikazuki », Oni « Samurai » : Son masque se trouvait au fond de la mer et s'accroche au derrière de Finn et permet d'invoquer les samurai shadowkans. L'ingrédient est inconnu. Son apparence: Bleu, yeux verts, il possède une armure de samouraï et un katana. Il est le seul Oni à être nommé par son véritable nom, il était second de Tarakudo, le général de ses armées. Il est aussi le seul a s'exprimer avec sa véritable personnalité car en tentant de l'interroger les membres de l'équipe-J l'anime à l'aide du talisman du Rat.

## Distribution

### Voix originales
- James Sie : Jackie Chan, Chow et Shendu
- Stacie Chan (en) : Jade Chan
  - Lucy Liu : Jade Chan âgée
- Sab Shimono : l'oncle
- Noah Nelson : Tohru
- Clancy Brown : le capitaine Augustus Black et Ratso
- Miguel Sandoval : El Toro Fuerte
- Julian Sands puis Andrew Ableson : Valmont
- Franco Velez : Paco
- Susan Eisenberg : Viper
- Adam Baldwin : Finn
- John DiMaggio : Hak Foo
- James Hong : Daolon Wong
- Miguel Ferrer : Tarakudo
- Michael Rosenbaum : Drago
- Mike Erwin : Strikemaster Ice
- Jeff Fischer (en) : MC Cobra
- Jackie Chan : lui-même

### Voix françaises
- Pierre Tessier : Jackie Chan
- Chantal Macé : Jade Chan
- Henri Labussière : l'oncle Chan
- Michel Vigné : Shendu
- Jean-Louis Faure : le capitaine Black, MC Cobra, voix additionnelles
- François Siener : El Toro Fuerte
- Kelvine Dumour : Vipère
- Jackie Berger : Paco, Drew, voix additionnelles
- Bernard Valdeneige : Ratso
- Régis Reuilhac : Chow
- Daniel Lafourcade : Finn, Ice
- Jean-Claude Robbe : Hak Foo, Daolon Wong, Tso Lan (épisode 14), Peter Bailey (épisode 28), Cardiff Zendo (épisode 39)
- Jean-Michel Farcy : Tohru
- Philippe Dumond : Valmont
- Paul Borne : Tarakudo
- Bernard Bollet : Drago
- Bruno Dubernat : Po Kong
- Annabelle Roux : Miss Hartman
- Arlette Thomas : la mère de Tohru, Bai Tza
- Gérard Hernandez : Hak Foo (épisode 10)
- Hervé Rey : Ice, Larry
- Véronique Soufflet : L'assistante de la prod (épisode 84)

## Épisodes

### Première saison:Les Douze Talismans(2000-2001)
Jackie Chan avec l'aide de sa nièce Jade, de son oncle et de l'organisation secrète la Section 13 dirigé par son ami le capitaine Black est a la recherche des douze talismans qui possèdent chacun un pouvoir qui lui est propre. Cependant, la Main Noire, organisation criminelle avec à sa tête Valmont, travaille pour un démon nommé Shendu qui est également à la recherche de ces derniers. Shendu qui a été transformé en statue de pierre convoite ces talismans qui lui appartiennent pour retrouver son apparence et tous ses pouvoirs, il souhaite ainsi régner sur le monde. Une lutte acharnée va alors commencer pour mettre la main sur les talismans.
1. Le Bouclier antique (The Dark Hand)
2. Les Pouvoirs magiques de Jade (The Power Within)
3. Le Masque d'El Toro Fuerte (The Mask of El Toro Fuerte)
4. Pas vu, pas pris (Enter… the Viper)
5. La Carapace de tortue (Shell Games)
6. Projection astrale (Project A, for Astral)
7. Le Pouvoir du Dragon (Bullies)
8. Turbo troll (Tough Break)
9. L'Antidote (The Rock)
10. Singeries (The Jade Monkey)
11. Le Tigre noir (The Dog and Piggy Show)
12. Double Jackie (The Tiger and the Pussycat)
13. Les Douze Talismans (Day of the Dragon)

### Deuxième saison:Les Portails des huit démons sorciers(2001-2002)
Épisodes complémentaires de la première saison (mis à la fin de la saison) :
1. Ruines et Joyaux : entre les épisodes 3 (Le masque d'El Toro Fuerte) et 4 (Pas vu, pas pris) mis comme épisode 38
2. Retour vers le passé : entre les épisodes 5 (La carapace de tortue) et 6 (Projection astrale) mis comme épisode 39
3. Le Guerrier sacré : entre les épisodes 9 (L'antidote) et 10 (Singeries) mis comme épisode 37

L'âme de Shendu est enfermée dans une dimension magique en compagnie des sept autres démons sorciers qui furent vaincus autrefois en Chine par les héros appelés les immortels. Shendu passe un pacte avec ses frères et sœurs démons sorciers. Ce pacte l'oblige à envahir un corps choisi pour ensuite aller retrouver les portails pouvant libérer les démons sorciers. Shendu occupe par accident le corps de Valmont au lieu de celui de Jackie Chan. Jackie, l'oncle, Jade et Tohru les vainquent en s'inspirant des attaques employées par les immortels. Au cours de cette saison naît le Jackie Club, un groupe d'aventuriers composé de Jackie Chan, El Toro, Vipère et Tohru pour combattre les démons sorciers à l'initiative de Jade Chan.
1. La Revanche de Shendu
2. L'Agence "Chan" tout risques
3. Les Clones de Jade
4. Le Démon du Vent
5. Coup de foudre
6. La Reine des Ombres
7. Le Démon Lunaire
8. Le Démon de la Terre
9. Le Sortilège de l'Oncle
10. Le Démon des Eaux
11. L'Enfer des démons
12. Le Livre de l'Aube des Temps part 1
13. Le Livre de l'Aube des Temps part 2
14. La Pieuvre de Kyoto
15. L'Homme de glace
16. Plombage sacré
17. Le Calice de la vie
18. Le Temple du lotus
19. Le Chupacabra
20. Légende de l'Ouest
21. La Légende d'origami
22. La Pierre des druides
23. Un troll qui a du ressort
24. Œil d'Aurore
25. Les Joyaux de la couronne
26. À bon chat, bon rat
27. La Croisière n'amuse pas Jackie
28. Le Bâton de l'Élu
29. Le Trésor de Barbe Verte
30. La Malédiction de l'Émeraude
31. Le Souffle du dragon
32. Le Pouvoir des Menhirs
33. Micro Jackie
34. La Malédiction du Roi Singe
35. De pire en...vampire
36. Les Guerriers des ténèbres

### Troisième saison:Le Pouvoir des animaux aux talismans(2002-2003)
Alors que les douze talismans reposent en sécurité dans la section 13, un puissant sorcier du mal qui est nommé Daolon Wong rencontré dans la saison 2 et qui veut que le mal règne cherche à s'emparer des talismans pour intégrer leurs pouvoirs aux siens. Jackie détruit les talismans mais pas les pouvoirs magiques, qui sont alors transmis aux descendants vivants des nobles animaux du zodiaque chinois. Daolon Wong recrute les anciens membres de la Main Noire : Finn, Ratso, Chow et Hak Foo, transformés en mauvais guerriers chi pour remplacer les anciens vaincus par l'oncle. Le sorcier et ses complices sont vaincus et les pouvoirs magiques reviennent dans de nouveaux talismans. Daolon Wong se retrouve sans pouvoir en prison et Shendu, qui a ressuscité, est de nouveau retransformé en pierre, et enfermé dans la Section 13.
1. Le Retour du Jackie Club
2. Le Pouvoir des talismans
3. La revanche du Roi des singes
4. À bon Chan, bon rat
5. Viva Las Vegas
6. Le "Chan" du coq
7. La Mascotte de l'équipe
8. Le Mouton astral
9. L'Œuf de serpent
10. Le Jackie Club de Noël
11. Remède de cheval
12. Le Bœuf de l'Himalaya
13. La Ménagerie de Jade
14. Être ou ne pas être Tohru
15. Le Dragon démoniaque
16. Une nuit à l'opéra
17. Les Clones du Jackie Club

### Quatrième saison:Les Masques du Shadowkhan(2003-2004)
Daolon Wong qui tentait de s'évader de prison libère par accident un démon japonais plus communément appelé, selon la tradition japonaise, un Oni. Ce Oni se révèle être le roi des Onis du Shadowkhan : Tarakudo dont le visage a été vu dans la saison 2. Jackie Chan recherche les masques des généraux du Shadowkhan pour les empêcher d'envahir la Terre avec leurs armées des ombres. Ils sont vaincus et emprisonnés à jamais dans le masque de Tarakudo. Au cours de la saison, on voit apparaître Drago le fils de Shendu venu du futur et vaincu par Jade Chan.
1. Les Neuf Masques (The Masks of the Shadowkhan)
2. La Force est en Ratso (Samurai Ratso)
3. La Troupe de Super Jade (The Amazing T-Troop)
4. L'Armée du capitaine Black (Black Magic)
5. Le Siège du démon (The Demon Behind)
6. Nuit de trouille, nuit de citrouille (Fright Fight Night)
7. L'Ombre de Tohru (The Shadow Eaters)
8. À masque, masque et demi (Half a Mask of Kung-Fu)
9. La Légende du monastère (The Good Guys)
10. Drago, fils de Shendu (J2 : Rise of the Dragons)
11. Le Jackie club en culottes courtes (The J-Tots)
12. La Pierre du déjà vu (Deja Vu)
13. Victoire sur les ninjas (Ninja Twilight)

### Cinquième saison:La Puissance des démons sorciers(2004-2005)
Drago s'évade de la Section 13 et se met à la recherche des objets symboles des immortels qui ont vaincu autrefois les démons sorciers, dont son père. Ces objets sont imprégnés du pouvoir des démons sorciers. Jackie Chan retrouve les objets et détruit les pouvoirs démoniaques. Drago est vaincu par Jackie Chan aidé par Shendu qui se retourne contre son propre fils.
1. L'Éventail magique (Relics of Demons Past)
2. L'Île du grand défi (It's All in the Game)
3. Anniversaire mouvementé (Black and White and Chi All Over)
4. Le Calamar en or (Dragon Scouts)
5. Le Manoir hanté (The Demon Beneath My Wings)
6. Les Esprits du miroir (Mirror, Mirror)
7. Spectacularry (Antler Action)
8. Les Castagnettes magiques (Clash of the Titanics)
9. Le Démon du tonnerre (Stealing Thunder)
10. Le Démon de la montagne (Weight and See)
11. Les Deux Moitiés de l'Arcane (J2: Revisited)
12. L'Unité de conservation (The Powers That Be [1/2])
13. Le Roi du monde (The Powers That Be [2/2])

## Autour de la série
- Dans les saisons 2,3,4,5, on découvre des épisodes en désordres (par exemple, pour l'épisode Les Deux Moitiés de l'Arcane (J2: Revisited), il s'agit du dernier épisode diffusé, mais pas de l'épisode final de la série. Cet épisode a été diffusé dans le désordre pour que les deux derniers épisodes de la série, L'Unité de conservation (The Powers That Be [1/2]) et Le Roi du monde (The Powers That Be [2/2]), soient diffusés ensemble).
- Dans la saison 5, on découvre quelques épisodes montrant le talisman du dragon dans plusieurs endroits particuliers. Il s’agit d’un « jeu concours » présent à l'époque de la diffusion originale, consistant à signaler le(s) dit talisman(s) pour gagner un cadeau offert par la chaîne.

## Commentaires
Le designer de la série est Jeff Matsuda, qui est également le designer de la série animée Batman de 2004.
Jackie Chan a toujours voulu créer un dessin animé pour les enfants.